# Eugen Mossgraber-Falk
Eugen Mossgraber-Falk (* 1877 in Mühlhausen; † 1933 in Berlin) war ein deutscher Maler.

## Leben
Mossgraber-Falk studierte an der Schule der Schönen Künste in München und Berlin. Im Jahr 1913 übersiedelte er nach Pollença auf die spanischen Mittelmeerinsel Mallorca. Hier lebte er bis 1923. In der Kirche Santa Maria dels Àngels in Pollença schuf er mehrere Gemälde, so die dritte, vierte und fünfte Kreuzwegstation.
1914 wurde er zum Ehrenbürger von Pollença ernannt.

## Familie
Mossgraber heiratete am 11. Februar 1909 in Paris: Adele Carola „Ada“ Gerhardy (* 19. Dezember 1885 Metz; † 3. Dezember 1975). Sie hatten fünf Söhne und zwei Töchter.